# مدرسه سورپ هاگوپ
مدرسه ارمنی سورپ هاگوپ (مدرسه ارمنی سنت یعقوب) یک مدرسه نیمه‌خصوصی مقطع دبیرستان است که در مونترال، کبک، کانادا واقع شده است. این مدرسه ارمنی-کانادایی حدود ۱٬۱۰۰ دانش‌آموز دارد که این آمار شامل کودکان پیش‌دبستانی نمی‌شود. تحصیل از پیش‌دبستانی شروع شده و تا آموزش متوسطه (سطح پنجم دبیرستان) ادامه می‌یابد، پس از آن فارغ‌التحصیلان تحصیلات خود را در سیژپ ادامه می‌دهند. مدیر فعلی این مدرسه لوری آبرکیان است. طبق مطالعه‌ای که توسط مؤسسه فریزر در سال ۲۰۰۵ انجام شد، مدرسه ارمنی سورپ هاگوپ در میان بهترین مدارس متوسطه در کبک رتبه دهم را کسب کرده است، در حالی که مدرسه «خانم ادگار سند مدرسه خانم کرامپ» در رتبه اول قرار دارد. این مدرسه بزرگ‌ترین مدرسه ارمنی خارج از ارمنستان است که حتی از مدارس ارمنی لبنان و سوریه نیز بزرگتر است.
این مدرسه که جمعیت دانش‌آموزی آن کاملاً از جامعه ارمنی است، به زبان فرانسوی آموزش می‌دهد و انگلیسی به عنوان زبان دوم نیز تدریس می‌شود و کلاس‌های تاریخ ارمنی نیز ارائه می‌شود. وزارت آموزش و پرورش کبک بخشی از کمک هزینه‌ها را برای این مدرسه تأمین می‌کند.

## تاریخ

### تأسیس
تأسیس یک مدرسه ارمنی و کلیسا در مونترال توسط کمیته اجرایی به ریاست یروانت پسرمدجیان آغاز شد. آموزش ارمنی زمانی آغاز شد که یک مدرسه ارمنی در سال ۱۹۵۹ آغاز به کار کرد. سپس، در تاریخ سپتامبر ۱۹۷۳، انجمن کمک‌های ارمنی یک پیش‌دبستانی برای کودکان ارمنی که از دو تا پنج سال سن داشتند، راه‌اندازی کرد.
در سال ۱۹۷۴، مدرسه ارمنی سورپ هاگوپ در خیابان پارتنایس تأسیس شد و با ۳۷ دانش‌آموز از پیش‌دبستانی تا اول دبستان شروع به کار کرد. کلیسای ارمنی سورپ هاگوپ یک کمیته اجرایی تأسیس کرد تا نیازهای آموزشی جامعه ارمنی در حال رشد در لاوال و مونترال را برآورده کند. پیش‌دبستانی انجمن کمک‌های ارمنی حالا باید کودکان را برای تحصیلات آینده آماده می‌کرد. تعداد کودکان پیش‌دبستانی انجمن کمک‌های ارمنی افزایش یافت و از ۶۰ نفر به ۱۶۰ نفر رسید.

### توسعه
در سال ۱۹۷۵، مدرسه به یک ساختمان جدید در خیابان ویکتور نقل مکان کرد. به صورت متداوم مدرسه هر سال رشد کرد و ابتدا به یک مدرسه ابتدایی تبدیل شد و سپس با کسب مجوز کلاس‌های مقطع دبیرستان خود را راه‌اندازی کرد.
در سال ۱۹۸۷، مدرسه سورپ هاگوپ به ساختمان پیشین مدرسه متوسطه مالکوم کمپبل منتقل شد که یک ساختمان بزرگتر بود و بخشی از سیستم مدرسه عمومی به زبان انگلیسی بود. این ساختمان در کنار کلیسای ارمنی سورپ هاگوپ واقع شده است. مدرسه باید به‌طور تدریجی توسعه می‌یافت تا به اندازه فعلی خود که بیش از ۸۰۰ دانش‌آموز دارد، برسد.
انجمن کمک‌های ارمنی حمایت زیادی از مدرسه کرده است. در واقع، کتابخانه و آزمایشگاه کامپیوتر مدرسه به‌طور گسترده‌ای به لطف تلاش‌های انجمن کمک‌های ارمنی توسعه یافته است.

### آموزش
مدرسه ارمنی سورپ هاگوپ یک مدرسه فرانسوی زبان است و بیشتر کلاس‌ها به زبان فرانسه تدریس می‌شوند، مانند ریاضیات، علم و تاریخ کانادا و تاریخ کبک؛ با این حال، برخی از کلاس‌ها مانند زبان ارمنی و ادبیات ارمنی به زبان ارمنی تدریس می‌شوند. ادبیات ارمنی و تاریخ ارمنستان تدریس می‌شود تا هویت فرهنگی ارمنی در نسل‌های جدید جامعه ارمنی-کانادایی حفظ شود. زبان انگلیسی و ادبیات انگلیسی علاوه بر ارمنی و فرانسه تدریس می‌شوند.
فعالیت‌های فوق برنامه نیز، مانند هنر، ورزش، شطرنج و موسیقی در این مدرسه انجام می‌شوند. در تاریخ ژانویه ۲۰۱۸، نخستین مسابقه جغرافیایی در مدرسه برگزار شد.